# Shinji Orito
Shinji Orito (折戸 伸治, Orito Shinji, né le 30 juillet 1973) est un compositeur de musique japonais originaire de Hyōgo, au Japon, travaillant pour l'entreprise spécialisée en visual novel Key sous VisualArt's. Avant la création de Key, Orito a travaillé pour une autre société informatique nommée Leaf où il a contribué à quatre jeux. Après avoir quitté Leaf, Orito est allé chez une autre entreprise nommée Tactics où il avait participé à la création de trois jeux : Dōsei, Moon, et One: Kagayaku Kisetsu e. Après la création de Key, Orito a beaucoup travaillé dans de célèbres titres comme Kanon, Air, Clannad, ou encore Rewrite. Orito a été influencé par les célèbres compositeurs japonais Joe Hisaishi et Yuzo Koshiro.

## Carrière
Après avoir obtenu son diplôme du secondaire, Orito est allé travailler dans une banque mais, en raison d'une récession économique, celle-ci a fait l'objet d'une restructuration et Orito l'a quittée rapidement. À l'origine, Orito avait trouvé un nouveau travail chez le développeur de jeux vidéo TGL comme compositeur mais a été invité par un ami de lycée nommé Naoya Shimokawa (maintenant président d'Aquaplus) pour venir travailler pour le développeur de jeux vidéo Leaf, ce qu'Orito accepta. À partir de 1995, Orito a composé de la musique pour trois des jeux de Leaf : DR2 Night janki, Filsnown: Hikari to Koku et Shizuku (précurseur de To Heart). Alors que le prochain jeu de Leaf (Hatsune no Naisho!!) était en cours de production, Orito quitta la firme. Orito obtint un emploi à temps partiel pour un bureau de poste tout en composant la musique pour Tactics, marque de Nexton, du jeu Dōsei. Par la suite, Orito est engagé chez Tactics où il a aidé à composer de la musique pour deux autres jeux : Moon et One: Kagayaku Kisetsu e.
En 1999, Orito et une grande partie du personnel qui avait créé à la fois Moon et One y compris Jun Maeda, Itaru Hinoue, Naoki Hisaya et OdiakeS, ont quitté Tactics pour travailler chez l'éditeur VisualArt's où ils ont formé la société Key. Chez Key, Orito a composé de la musique pour tous les titres de l'entreprise, bien qu'il n'ait contribué à une seule piste sur la bande-son originale de Planetarian:The Reverie of a Little Planet. Les musiques qu'Orito a composées pour les titres de Key sont publiées chez Key Sounds Label, le label de l'entreprise. Le premier album du label, Humanity..., a été produit par Orito pour son groupe temporaire Work-S. Orito a également été le directeur de l'album remixé de OTSU Club Music Compilation Vol.1, également sur Key Sounds et est un membre de OTSU. Pendant qu'il était à Key, Orito a composé pour trois jeux en trois sociétés distinctes appartenant à VisualArt's. La première était pour le jeu Sense Off d'Otherwise, suivi par le jeu  Shoya Kinjō de Giant Panda et enfin le jeu Realize de Playm. En 2001, Orito a composé le début et la fin des thèmes de la série animée Please Teacher!. En 2006, Orito a composé la chanson Precious sur le premier album de Mami Kawada, Seed. Entre décembre 2007 et août 2010, Orito était l'une des trois personnalités (les autres étant Itaru Hinoue et une autre femme du nom de Chiro travaillant pour Pekoe, un autre studio de visual novel de VisualArt's) d'une émission de webradio sponsorisée par Key sous la marque Key Net Radio. Orito  a composé la musique pour le jeu de Key Rewrite en 2011 et son fan disc Rewrite Harvest festa! en 2012,. Orito a sorti l'album Circle of Fifth en octobre 2012. En 2016, Orito a composé de la musique pour le jeu de Key Harmonia.